# Coca-Cola Zero
Coca-Cola Zero («Кока-кола зи́ро»), Coca-Cola Zero Sugar или «Coca-Cola без сахара» — безалкогольный напиток без сахара и калорий, производимый и распространяемый компанией Coca-Cola.
Напиток был представлен в 2005 году под названием Coca-Cola Zero как новая бескалорийная кола. В 2017 году формула напитка была изменена, а название обновлено, что привело к некоторой негативной реакции. Ещё одно изменение формулы произошло в Великобритании в июле 2021 года, в США в августе 2021 года и в Канаде в сентябре 2021 года. В России изменение формулы произошло в апреле 2021 года.

## История
Coca-Cola Zero стала крупнейшим запуском продукции компании Coca-Cola за 22 года. Глобальная кампания была разработана креативным агентством Crispin Porter + Bogusky. Она рекламировалась как продукт со вкусом, неотличимым от обычной кока-колы, в отличие от Diet Coke, которая имеет другой вкусовой профиль.

### Изменение формулы в 2017 году
В 2017 году формула напитка была изменена, а название обновлено до Coca-Cola Zero Sugar, чтобы ассоциироваться с классическим вкусом кока-колы, при этом не имея сахара в составе. Новая формула была впервые протестирована в Соединённом Королевстве в июне 2016 года, и в последующие месяцы новая формула внедрялась в других странах.
Этот шаг вызвал некоторую негативную реакцию. The Washington Post отметила, что Coca-Cola Zero была очень популярна, и фанаты сравнили это изменение с выпуском New Coke в 1985 г. Однако исполнительный редактор Beverage Digest Дуэйн Стэнфорд отметил, что напиток очень похож по вкусу, и что вероятно, формула была лишь слегка изменена, поскольку список ингредиентов остался прежним. Он отметил, что ребрендинг был основным акцентом.
В Австралии новая формула была перезапущена как «Coca-Cola No Sugar» в 2017 году, но с трудом получила первоначальное признание. В июле 2018 года было подтверждено, что оригинальная формула будет по-прежнему продаваться под оригинальным брендом Coke Zero в Новой Зеландии наряду с продуктом Coca-Cola Zero Sugar.

### Изменение формулы в 2021 году
В июле 2021 года Coca-Cola Company объявила, что новая версия Coca-Cola Zero Sugar будет выпущена по всей территории США в августе, а затем по всей Канаде в сентябре. Новая версия напитка не отличалась по рецепту от той, которая уже была доступна в Европе и Латинской Америке. Компания заявила, что новый рецепт «оптимизирует существующие … ароматизаторы и прочие существующие ингредиенты», не требуя изменения перечисленных ингредиентов или информации о питательной ценности. Наряду с изменением вкусоароматических соединений была обновлена этикетка продукции.

### Y3000
В сентябре 2023 года компания представила напиток Coca-Cola Year 3000 Zero Sugar, рецепт которого был сгенерирован при помощи искусственного интеллекта на основе собранных данных о личных предпочтениях поклонников «Кока-колы» по всему миру. Утверждается, что дизайн упаковки также был сделан при помощи нейросетей. Также был создан «виртуальный хаб», доступный по QR-коду на упаковке, а в середине октября в сотрудничестве с компанией AMBUSH была представлена капсульная коллекция одежды дизайнера Yoon Ahm, посвящённая теме «моды 3000-го года». В США и Канаде в продажу поступила версия «Y3000» на основе традиционной колы.

## Логотип

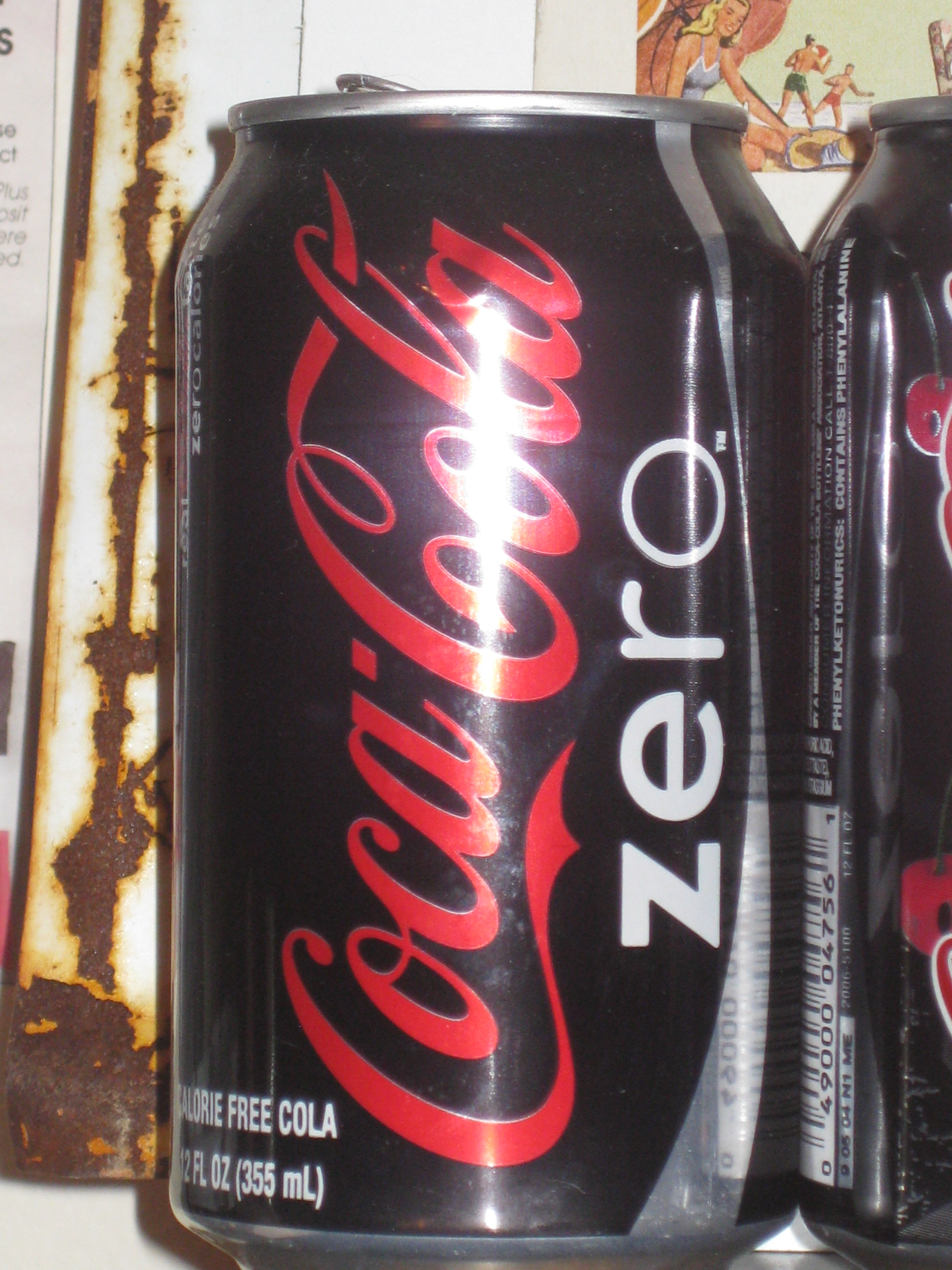
Банка кока-колы без сахара с прежним брендом «Coca-Cola Zero» в США.

Оригинальный логотип Coca-Cola Zero представлял собой логотип Coca-Cola, написанный красным шрифтом с белой окантовкой, со словом «Zero» внизу в нижнем регистре геометрическим шрифтом Avenir (или его индивидуальной версией). Эти слова появились на чёрном фоне. Некоторые детали варьировались от страны к стране. Более поздние упаковки поменяли цвета надписей «Coca-Cola» и «Zero», оставив первый белым, а второй красным.
В первой версии Coca-Cola Zero Sugar был логотип Coca-Cola, написанный белым шрифтом, со словами «Zero Sugar» внизу; слово «Zero» в нижнем регистре было нанесено геометрическим шрифтом Avenir (или его адаптированной версией) вместе со словом «Sugar» в верхнем регистре. Эти слова печатались на красном или чёрном фоне. На европейских рынках упаковка соответствует классическому красному дизайну Coca-Cola с добавлением чёрной полосы в верхней части этикетки с текстом «Zero Sugar» (с англ. — «Без Сахара»). После рестайлинга 2021 года красный диск был удалён, а логотип был изменён на чёрный текст на красном фоне, при этом цвет фона изменился для определённых вкусов.

## Состав
Все версии Coca-Cola Zero Sugar, продаваемые в разных странах, основаны на одной и той же формуле вкусоароматических веществ, и все они газированные. Один литр Coca-Cola Zero Sugar содержит 96 мг кофеина. Кроме того, используются искусственные подсластители. В США к ним относятся аспартам и ацесульфам калия. Однако точное сочетание используемых подсластителей и консервантов варьируется от рынка к рынку.

### Ароматизаторы
Основными современными ароматизирующими ингредиентами в напитке являются цитрусовые масла, а также различные специи, например корица и кориандр. Широкий спектр вкусоароматических ингредиентов вкупе создают тот самый известный вкус колы.

### Подкислители
В качестве подкислителей и регуляторов кислотности используется ортофосфорная кислота и цитрат натрия. Ортофосфорная кислота обеспечивает напитку вкус крыжовника, а цитрат натрия обеспечивает средневыраженный солёно-кислый вкус.

### Подсластители
В качестве подсластителей могут использоваться различные пищевые добавки, выбор которых часто связан с их доступностью в конкретной стране. Поскольку Coca-Cola Zero Sugar позиционируется как диетический газированный напиток, вместо фруктозы и сахара используются искусственные подсластители из-за их низкой калорийности.

## Влияние на здоровье
Многие потребители обеспокоены возможным вредным воздействием на здоровье заменителей сахара и кофеина в составе. Несмотря на это, нет никаких доказательств, что искусственные подсластители представляют какую-либо опасность для здоровья в случае их адекватного потребления, за исключением людей с фенилкетонурией. Что касается кофеина, то в литре Coca-Cola Zero Sugar содержится 96 мг кофеина при безопасной дозе в 400 мг для взрослого человека.
Цикламат натрия, относительно недорогой искусственный подсластитель, запрещённый Управлением по санитарному надзору за качеством пищевых продуктов и медикаментов (FDA) с 1969 года и когда-то считавшийся канцерогеном, использовался раньше в Coca-Cola Zero, производимой в Германии, Италии, Испании, Португалии, Венесуэле, Чили и некоторых странах Центральной Америки. Какое-то время его использовали в Мексике, прежде чем в 2008 году Coca-Cola исключила его из напитка. В июне 2009 года Венесуэла приказала Coca-Cola отозвать свой продукт Coca-Cola Zero, поскольку он содержал цикламат натрия, превышающий допустимую дневную дозу. Последующие исследования показали, что цикламат не является канцерогеном и является безопасным для здоровья при потреблении не более 11 мг/кг массы тела.
Обзоры научной литературы и диетологии пришли к выводу, что умеренное использование искусственных подсластителей в качестве безопасной замены сахара может помочь ограничить потребление калорий и помочь контролировать уровень глюкозы в крови и вес.

## Маркетинг

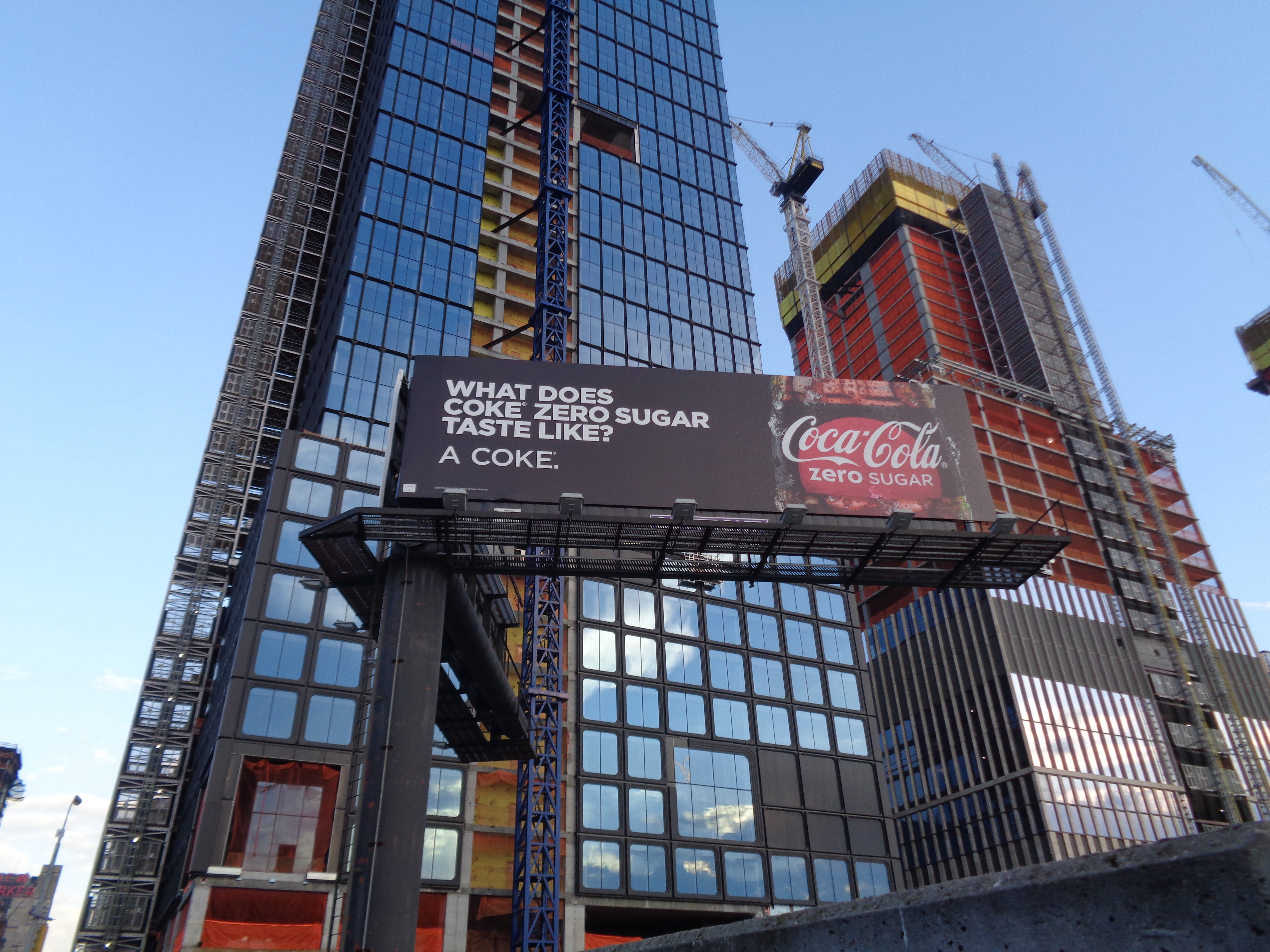
Рекламный щит кока-колы без сахара в Хадсон-Ярдс, Манхэттен, 2017 г.

Кока-кола без сахара изначально предназначалась для мужчин, которые, как было исследовано, ассоциируют «диетические» напитки с женщинами. В первую очередь он продавался молодым взрослым мужчинам, и в Великобритании его прозвали «Парень кока-кола». В США реклама была адаптирована к целевому рынку, описывая напиток как «бескалорийный», а не как «диетический», поскольку, как утверждалось, молодые взрослые мужчины ассоциируют диетические напитки с женщинами. Маркетинг в США также подчёркивал его сходство вкуса с кока-колой, подслащённой сахаром (классической кока-колой). Рекламная кампания напитка была сосредоточена на руководителях Coca-Cola, которые были настолько возмущены сходством напитков, что подумывали подать в суд на своих коллег за «нарушение вкуса». Продолжая тему, реклама Coca-Cola Zero, показанная во время Супербоула XLIII пародировала культовую песню «Hey Kid, Catch!» в рекламном ролике, который прерывают два «бренд-менеджера Coca-Cola», обвиняющие Троя Поламалу, американского футболиста, в «краже» их рекламы.
В Австралии запуск продукта продвигала подставная группа; кампания включала уличные граффити и онлайн-рассылку спама, в которых упоминался поддельный блог. После разоблачения защитники прав потребителей назвали кампанию вводящей в заблуждение и учредили движение Zero Coke, чтобы прокомментировать этику деятельности компании Coca-Cola.
Coca-Cola Zero спонсирует клуб Бундеслиги Боруссия, серию кубков NASCAR Coke Zero Sugar 400 на международной гоночной трассе Daytona International Speedway ежегодно в августе, а также Suzuka 8 Hours в Японии, гонку на выносливость на мотоциклах.
В 2013 году Coca-Cola поменяла логотип на бутылках и банках Coca-Cola, Diet Coke и Coke Zero во многих европейских странах на 150 самых популярных местных названий для летней кампании «Поделись кока-колой». Следующим летом такая же кампания была проведена в Северной Америке.
К Рождеству 2013 года Coke Zero запустила интерактивный веб-сайт, на котором люди могли настраивать дизайн своего рождественского свитера, который играет важную роль в рождественских традициях Соединённого Королевства. На веб-сайте люди могли подробно описать покрой, рисунок и значки своего свитера и принять участие в конкурсе популярности. Пользователи могли выбирать от новогодних ёлок и головы Санты до северных оленей, саней и индюков. Эта инициатива была связана с кампанией в социальных сетях, в рамках которой были изготовлены и отправлены победителям конкурса 100 лучших дизайнов свитеров, набравших наибольшее количество голосов. По данным компании Coca-Cola, за первые четыре дня на веб-сайте было создано около 42 000 дизайнов свитеров.

## Варианты
| Название                            | Выпущен | Примечания |
| ----------------------------------- | ------- | --- |
| Coca-Cola без сахара и кофеина      | 2010    | Coca-Cola Zero Sugar без кофеина (ранее продавалась как «Coca-Cola Zero Sugar без кофеина»). Впервые выпущена во Франции в феврале 2010 года под названием Coca-Cola Zero без кофеина. Позже он был выпущен в Японии как Coca-Cola Zero Free в апреле 2010 года. В Израиле, Нидерландах, Бельгии, Греции и Люксембурге она продавалась как Coca-Cola Zero Caffeine Free с начала 2011 года и в США с июля 2013 года. |
| Coca-Cola Cherry без сахара         | 2007    | Coca-Cola Zero Sugar со вкусом вишни. Представленный в США в конце января 2007 года, он был широко доступен на всей территории Соединённых Штатов до своего официального дебюта, который состоялся 7 февраля 2007 года на Неделе моды в Нью-Йорке. Он был выпущен в Великобритании в 2014 году. В 2017 году он был выпущен вместе с Coca-Cola Lemon Zero Sugar в Люксембурге, Польше и Бельгии.                      |
| Coca-Cola Vanilla без сахара        | 2007    | Coca-Cola Zero Sugar со вкусом ванили. Впервые данный вкус был представлен в США в июне 2007 года одновременно с перезапуском Coca-Cola Vanilla, который позже был представлен в Великобритании в 2017 году. Также продаётся в Австралии, Новой Зеландии, Канаде, Бельгии, Венгрии и Украине. |
| Coca-Cola Lemon без сахара          | 2017    | Coca-Cola Zero Sugar со вкусом лимона. Данный вкус продаётся с 2017 года в Италии, Люксембурге, Бельгии, Дании, Норвегии, Нидерландах, Швеции, Польше, Израиле, Хорватии и Сербии. |
| Coca-Cola Peach без сахара          | 2018    | Coca-Cola Zero Sugar со вкусом персика. Впервые данный вкус был выпущен в Великобритании в 2018 году, Австралии и Литве в 2019 году. |
| Coca-Cola Clear                     | 2018    | «Чистая» версия Coca-Cola Zero Sugar с оттенком дополнительного лимона. Выпущен в Японии в 2018 году. |
| Coca-Cola Raspberry без сахара      | 2018    | Coca-Cola Zero Sugar со вкусом малины. Выпущена в Норвегии в 2018 году, а также в Дании и Великобритании в 2019 году. |
| Coca-Cola Cinnamon без сахара       | 2018    | Coca-Cola Zero Sugar со вкусом корицы. Выпущен в Великобритании, Польше, Литве и Эстонии в 2018 году к Рождеству. |
| Coca-Cola Stevia без сахара         | 2018    | Coca-Cola Stevia No Sugar — это та же классическая Coca-Cola с добавлением сахара, в которой часть сахара заменена на натуральный подсластитель — стевию. Заменил Coca-Cola Life в Новой Зеландии 7 мая 2018 года и в Австралии летом 2017. По состоянию на сентябрь 2019 года производство упаковки объёмом 1,5 литра, по-видимому, прекращено.                                                                     |
| Coca-Cola Orange Vanilla без сахара | 2019    | Coca-Cola Zero Sugar со вкусом апельсина и ванили. Доступно по всей стране в США с 25 февраля 2019 года. Также доступна в Румынии с 2020 года. |
| Coca-Cola Energy без сахара         | 2019    | Coca-Cola Zero Sugar с ингредиентами, которые можно найти в других энергетических напитках. Первоначально запущенный в Венгрии и Испании, теперь он также доступен в Соединённом Королевстве и Австралии. Coca-Cola подтвердила в октябре 2019 года, что в 2020 году выпустит этот вариант в США вместе с вишнёвым вариантом Coca-Cola Energy. В России доступен с начала 2020 по 2022 год.                          |
| Coca-Cola Cherry Vanilla без сахара | 2020    | Coca-Cola Zero Sugar со вкусом вишни и ванили. Выпущен в США 10 февраля 2020 года. |
| Coca-Cola Orange без сахара         | 2020    | Coca-Cola Zero Sugar со вкусом апельсина. Доступен в Польше, Венгрии, Сербии и России (до 2022 года). |
| Coca-Cola Zero Mango                | 2020    | Coca-Cola Zero Sugar со вкусом манго. Доступен только в Израиле. |
| Coca-Cola Starlight без сахара      | 2022    | Coca-Cola Zero Sugar с таинственным «космическим» вкусом. Часть ассортимента Coca-Cola Creations. Ограниченное издание, доступно только в Северной Америке. |
| Coca-Cola Marshmello's              | 2022    | Coca-Cola Zero Sugar со вкусом арбуза и клубники. Часть ассортимента Coca-Cola Creations. Создан в сотрудничестве с музыкальным продюсером Marshmello. |

## Распространение
Coca-Cola Zero Sugar продаётся в следующих странах:
- Азербайджан
- Афганистан
- Албания
- Алжир
- Ангола
- Аргентина (с января 2007, переименована в «Coca-Cola Sin Azúcar» в 2018)
- Армения (с марта 2015)
- Аруба (с 2009)
- Австралия (с января 2006 также «Cherry» и «Vanilla Zero»)
- Австрия (с февраля 2007)
- Багамы
- Бахрейн
- Бангладеш (с августа 2017)
- Барбадос
- Беларусь
- Бельгия (с августа 2006)
- Боливия (с января 2007)
- Босния и Герцеговина (с января 2012)
- Бразилия (с января 2007, переименована в «Coca-Cola sem açúcar» в 2018)
- Болгария (с марта 2013)
- Канада (с февраля 2005) также Coca-Cola Vanilla Zero.
- Чили (с апреля 2007, переименована в «Coca-Cola Sin Azúcar» в 2018)
- Китай (с января 2008)
- Колумбия (с февраля 2008)
- Коста-Рика (с сентября 2008)
- Хорватия (с февраля 2007)
- Кипр (с августа 2007)
- Чехия (с января 2008)
- Дания (с января 2007)
- Доминиканская Республика (с апреля 2008)
- Эквадор (с сентября 2007)
- Египет (с июля 2007)
- Сальвадор (с ноября 2007)
- Украина (с мая 2007)
- Эстония (с марта 2008)
- Фарерские острова (с января 2007)
- Финляндия (с ноября 2006) также Cherry Zero
- Франция (с января 2007) также Caffeine Free Zero и Cherry Zero.
- Грузия
- Германия (с июля 2006) также Caffeine Free Zero.
- Гана
- Гибралтар
- Греция (с января 2007) также Caffeine Free Zero.
- Гватемала (с мая 2012)
- Гондурас
- Гонконг (с марта 2007)
- Венгрия (с апреля 2008)
- Исландия (с марта 2007)
- Индия (с сентября 2014)
- Индонезия (с февраля 2008)
- Иран
- Ирландия (с июня 2006)
- Израиль (с марта 2008)
- Италия
- Ямайка (с июня 2009) : 16 июня 2009
- Япония (с июня 2007) также Caffeine Free Zero.
- Иордания (с 2007)
- Казахстан (с апреля 2011)
- Кыргызстан
- Кения
- Косово
- Кувейт
- Литва (с марта 2008)
- Латвия (с марта 2008)
- Ливан
- Лесото
- Люксембург
- Македония (с марта 2013)
- Малайзия (с декабря 2014)
- Мальдивы (с сентября 2015)
- Мальта
- Маврикий (с августа 2008)
- Мексика (с января 2007, переименована в «Coca-Cola Sin Azúcar» в 2017)
- Молдова (с февраля 2017)
- Марокко
- Намибия
- Непал
- Новая Зеландия (с января 2006) также Vanilla Zero
- Нидерланды (с февраля 2007) также Caffeine Free Zero.
- Никарагуа (с начала 2012)
- Нигерия
- Норвегия (с сентября 2006)
- Оман
- Пакистан
- Палестинские территории (с февраля 2008)
- Панама (с февраля 2009)
- Папуа-Новая Гвинея (с 2007)
- Парагвай
- Перу (с января 2007, переименована в Coca-Cola Sin Azúcar в 2018)
- Филиппины (с февраля 2008)
- Польша (с марта 2008, Coca-Cola Zero Cinnamon с декабря 2018, Coca-Cola Zero Orange с июля 2020)
- Португалия (с мая 2005)
- Россия (до 2022)